# Dôme d'Alcyone
Alcyone Tholus
Pour les articles homonymes, voir Alcyone.
Le dôme d'Alcyone (désignation internationale : Alcyone Tholus) est un dôme situé sur Vénus dans le quadrangle de Galindo. Il a été nommé en référence à Alcyone, déesse de la mythologie grecque incarnant les nuages de pluie.